# Kasteel van Cheverny
Het Kasteel van Cheverny (Frans: Château de Cheverny) is een kasteel ten zuiden van het dorpje Cour-Cheverny, niet ver van Blois aan de rand van het Forêt de Cheverny. Het ligt in de Loire-streek bij de rivier de Loire in het midden van Frankrijk. Het is een van de kastelen van de Loire.
Het kasteel is tussen 1620 en 1630 gebouwd voor Henri Hurault, luitenant-generaal in de regering van Orléans. De ontwerper is Jacques Bougier, een meesterbeeldhouwer die bekend stond om zijn werk in Blois. Het kasteel heeft een witte, tamelijk strakke gevel. De witte stenen zijn afkomstig uit de streek rond Bourré, meer bepaald uit de vallei van de Cher. De voorzijde van de gevel is barok; de achtergevel heeft een oudere vormgeving. De gevel is opvallend strikt symmetrisch.
Het meubilair is in Lodewijk XVI-stijl, de interieurinrichting van Jean Monier. Het kasteel is bijna altijd in bezit van de familie Hurault gebleven. In de geschiedenis is het echter tweemaal aan de familie ontglipt: in de 16e eeuw aan Diane de Poitiers en in de 18e eeuw door gebrek aan interesse van de erfgenamen. In 1825 werd het teruggekocht door Anne-Victor Hurault.

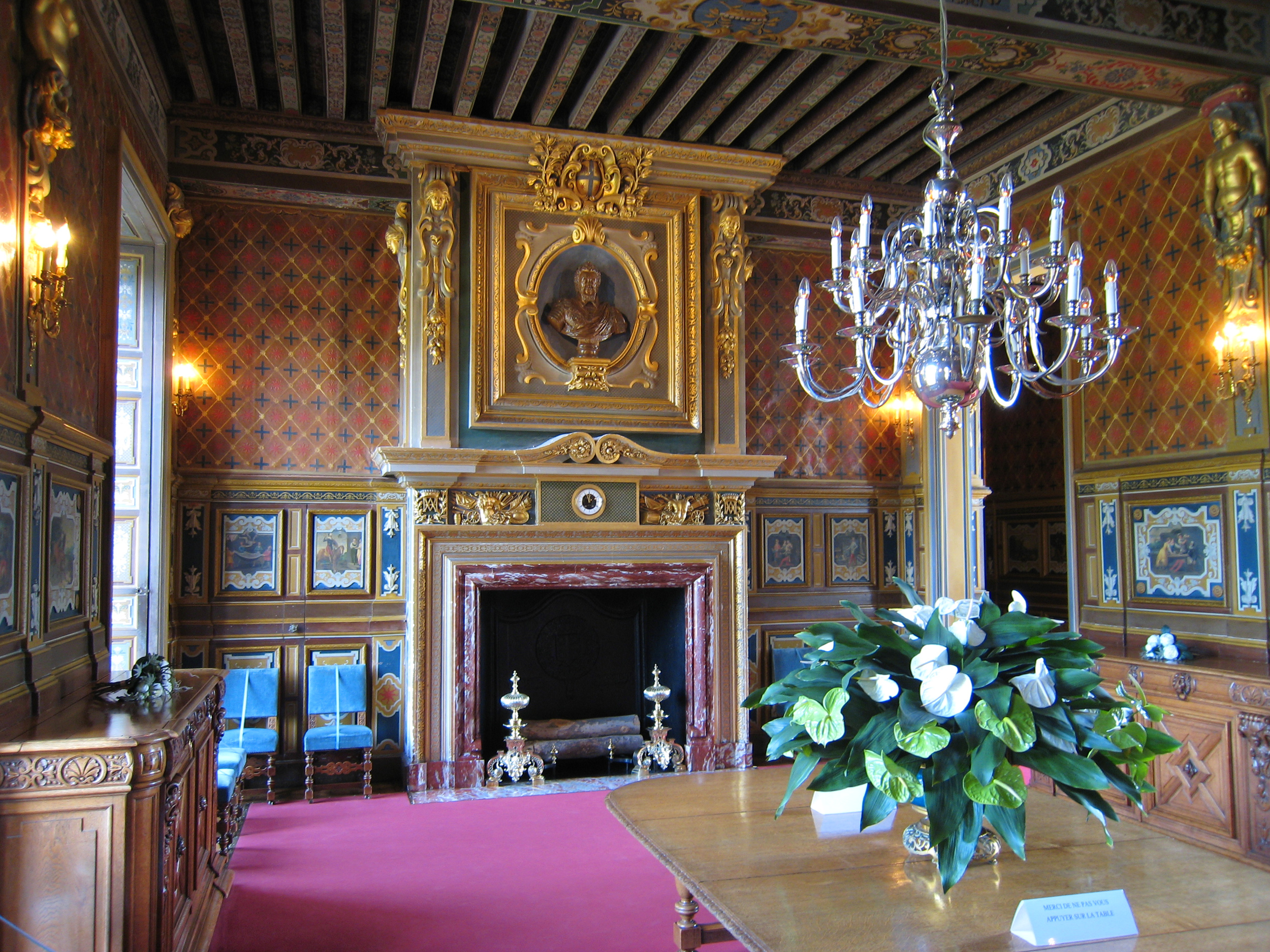
Eetzaal

## Toerisme

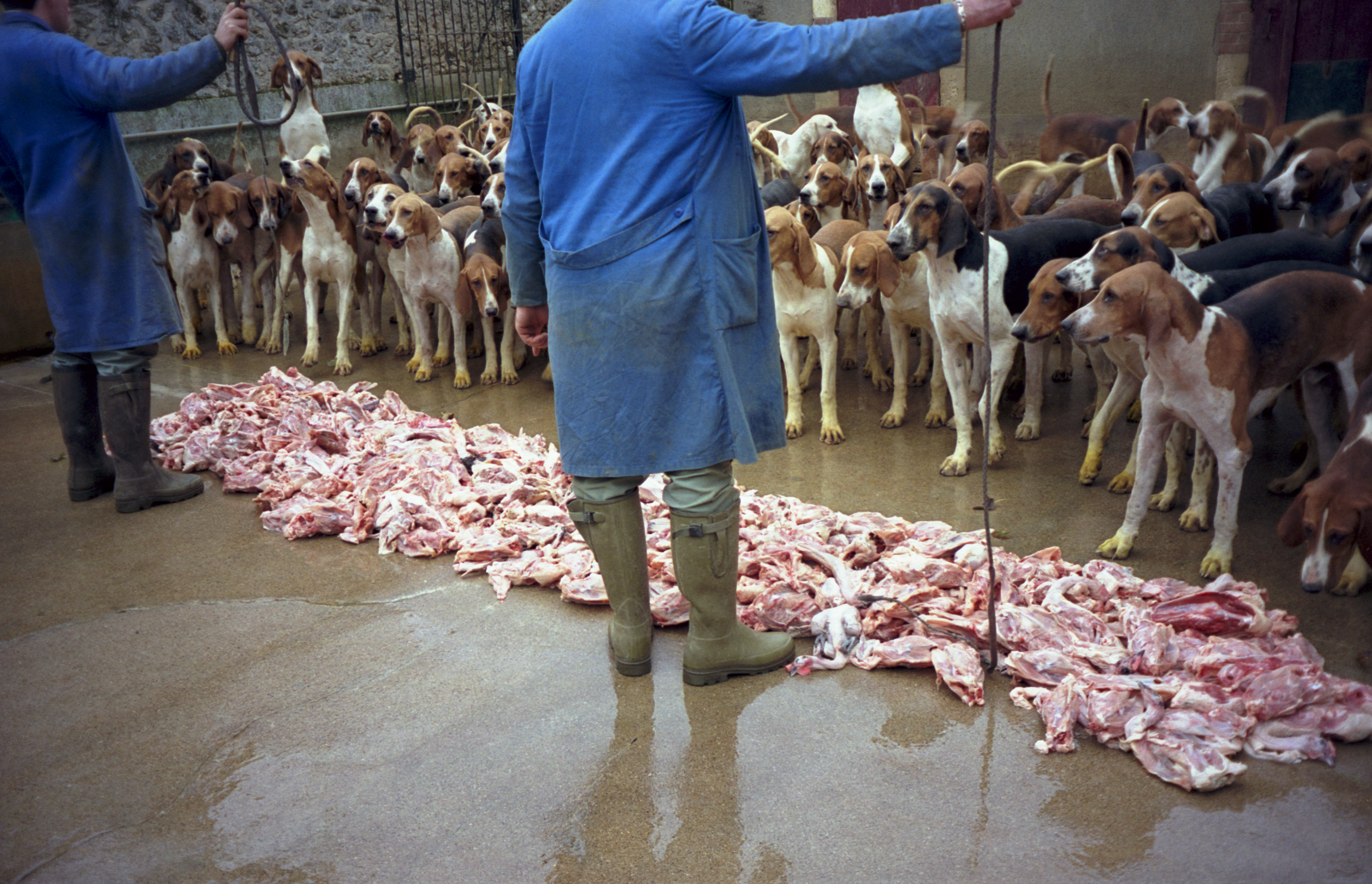
De jachthonden van Cheverny

De markies Philippe Hurault de Vibraye († 1976) was een van de eerste kasteeleigenaren die de noodzaak inzag om historische woningen open te stellen voor het publiek en daar ondertussen te blijven wonen om de tradities te handhaven. De huidige bewoners zijn afstammelingen van de Huraults. De stamboom is te vinden in het voorportaal. Hun appartementen bevinden zich in de rechtervleugel.
Het kasteel is alle dagen open en sloot zijn deuren slechts 3 maal sinds de opening in 1922: het bezoek van de koningin-moeder in 1963, de uitvaart van markies van Vibraye in 1976 en met het huwelijk van de huidige eigenaar Charles-Antoine de Vibraye op 26 november 1994.
Rond het kasteel is een tuin met een kennel met ongeveer 50 jachthonden. In totaal zijn er 120 jachthonden (80 reuen, 30 teefjes en ± 20 puppies). In een bijgebouw werden 2000 jachttrofeeën tentoongesteld. Tegenwoordig zijn dit er nog slechts een twintigtal. Er worden klank-en-lichtspelen gehouden.

### Kasteel
- eetzaal
- wapenzaal
- groot salon
- klein salon met familieportretten
- salon van de wandtapijten
- koningskamer
- bibliotheek
- hoofdtrap

### De Tuinen
- de Oranjerie
- de tuin van de leerlingen
- de kennels
- de trofeeënzaal
- de moestuin

### Kuifje
Het kasteel is bij lezers van de strip Kuifje van Hergé zeer bekend, omdat het model heeft gestaan voor het kasteel Molensloot uit deze strip. Hierin zijn de buitenste vleugels niet getekend, maar voor de rest is het kasteel bijna identiek. Sinds juli 2001 is er een permanente expositie over Kuifje ingericht.

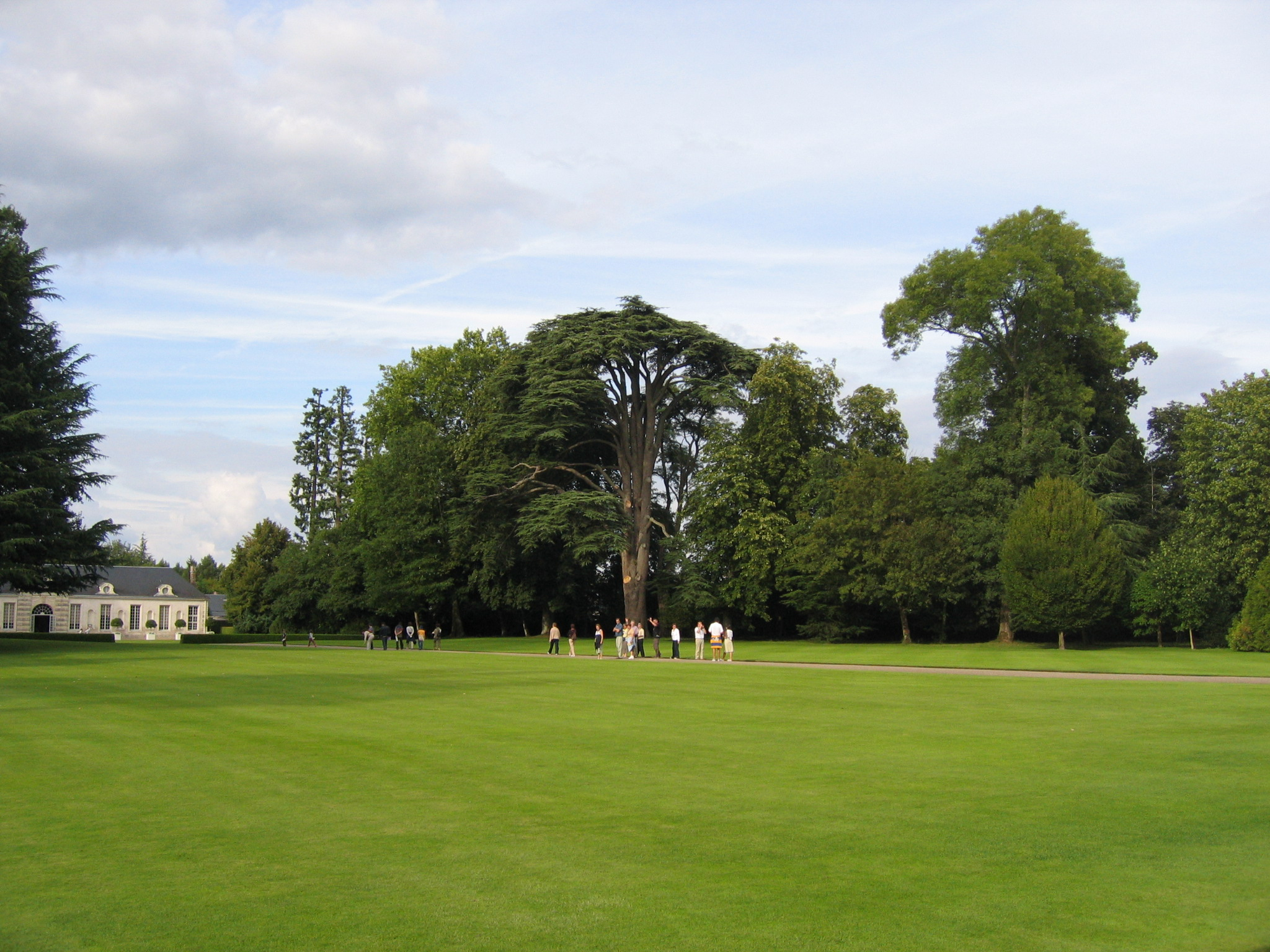
Tuin